# Florijan Matekalo
Florijan Matekalo (Jajce, 25. travnja 1920. – Beograd, 20. svibnja 1995.), hrvatski nogometni reprezentativac i strijelac prvog pogotka hrvatske reprezentacije u povijesti.

## Klupska karijera
Svoju igračku karijeru započeo je kao 13-ogodišnjak u omladinskom sastavu nogometnog kluba Elektrobosna u Jajcu, a s 14 godina seli u Sarajevo, gdje je 7. lipnja 1934. debitirao u sarajevskom J.Š.K. (Jugoslavenskom športskom klubu) Slavija, gdje je igrao do 1936. Potom seli u Zagreb, gdje je od 1939. do 1945. nastupao u dresu Građanskog. U sezoni 1939./40. osvaja s Građanskim posljednje državno prvenstvo Kraljevine Jugoslavije. Poslije Drugog svjetskog rata odveden je, kao i mnogi hrvatski igrači, u beogradski Partizan, u kojem je nastupao do 1947., kada je zbog srčanih tegoba bio prisiljen prestati s aktivnim igranjem.

## Reprezentativna karijera
Za hrvatsku reprezentaciju je odigrao prve četiri utakmice i jedine za vrijeme Banovine Hrvatske, pod vodstvom izbornika Joze Jakopića. Sve četiri igrane su 1940. godine, prve dvije protiv Švicarske (pobjede 4:0 u Zagrebu i 1:0 u Bernu), te dvije protiv Mađarske (poraz 1:0 u Budimpešti i neodlučnih 1:1 u Zagrebu). Za vrijeme 2. svjetskog rata i NDH nije uspio izboriti mjesto u reprezentaciji.
Dana 3. studenog 1940. odigrao je i jednu utakmicu za jugoslavensku reprezentaciju, protiv Njemačke u Zagrebu (2:0).  

#### Povijesni pogodak
Prvi, povijesni pogodak za hrvatsku nogometnu reprezentaciju na prvoj utakmici protiv Švicarske u Zagrebu postignut je u prvim sekundama 2. poluvremena, a strijelac je bio upravo Florijan Matekalo. Nakon toga pogotke su još postigli Zvonimir Cimermančić u 70. i 82. minuti, te August Lešnik u 84. minuti za konačnih 4:0.

## Trenerska karijera
U Beogradu je 1962. uspješno završio Višu trenersku školu i nakon toga se posvetio trenerskom zvanju. Radio je punih 17 godina kao trener mlađih uzrasta FK Partizana. 
Nakon toga odlazi kao trener u Egipat i u Libiju.
Zadnjih dvadesetak godina proveo je kao umirovljenik u Beogradu.